# Фрейзер (телесеріал)
«Фрейзер» (англ. Frasier) — американський ситком, що виходив на телеканалі NBC з 16 вересня 1993 по 13 травня 2004 року. За цей час було показано 11 сезонів.
Шоу є спін-офом іншого успішного серіалу — «Весела компанія». У головних ролях в серіалі знімалися Келсі Греммер та Джейн Лівз. Шоу стало найуспішнішим спін-офом в історії телебачення і однією з найуспішніших комедій як у рейтингах, так і в нагородах та номінаціях. Шоу отримало 37 премій «Еммі» і було номіновано на нагороду понад сто разів.
Серіал завершився 13 травня 2004 року, після 11 успішних сезонів. Фінальний епізод переглядало 33,7 млн глядачів, і він став, таким чином, одним з найуспішніших фіналів серіалів.

## У ролях

### Основний склад
- Келсі Греммер — Фрейзер Крейн, радіопсихіатр
- Джейн Лівз — Дафна Мун (потім Дафна Крейн), британська емігрантка, фізіотерапевт
- Девід Гайд Пірс — Найлз Крейн, психіатр, молодший брат Фрейзера
- Пері Гілпін — Роуз Дойл, продюсерка радіошоу Фрейзера, самотня жінка
- Джон Махоні — Мартін Крейн, колишній детектив поліції Сієтла, батько Фрейзера і Найлза
- Ден Батлер — Боб Бріско («Бульдог»), ведучий спортивного шоу (основна роль у 4-5 сезонах, періодична — 1-3 сезонів, гостьова — 7, 9-11 сезони)

### Періодичні ролі
- Марша Мейсон — Шеррі Демпсі, подруга Мартіна (4-5 сезони)
- Едвард Гібберт — Гіл Честертон, ресторанний критик, радіоведучий (сезони 2-8 та 10-11; гостьовий сезон 1)
- Патрік Керр — Ноель Шемпскі, технічний працівник радіостанції KAC, затятий шанувальник «Стар Трека», який вільно розмовляє клінгонською мовою та постійно переслідує Роуз
- Том Макгавен — Кенні Дейлі, менеджер станції KACL (7-11 сезони; гостьовий сезон 5-6)
- Гаррієт Сенсом Гарріс — Бібі Глейзер, пробивна агентка Фрейзера (сезони 1-11)
- Міллісент Мартін — Гертруда Мун, мати Дафни (сезони 9-10; гостьова роль — сезони 7, 11)
- Браян Клуґман — Кірбі, син Боба і Лани, підробляє на радіо KACL
- Ешлі Томас — Еліс, дочка Роуз (сезони 10-11; появи у сезоні 9)
- Кетлін Нун — Тітка Патріс
- Кероллі Кармелло — Джоді
- Камілла Греммер — Ева
- Мішель Стеффорд — Хізер Мерфі
- Барбара Бебкок — Пенелопа Януар
- Олег Штефанко — Володимир

Актори, виконувачі головних ролей, знялися у всіх сезонах серіалу. Келсі Греммер деякий час був найбільш високооплачуваним актором на телебаченні, а Джейн Лівз стала найбільш високооплачуваною британською актрисою в США.

### Запрошені зірки
У різні роки в серіалі також знімалися Фелісіті Гаффман, Марша Мейсон, Лора Лінні, Венді Мелік, Мерседес Рюль, Зоуї Дешанель, Джилліан Андерсон, Кевін Бейкон, Кендалл Шмідт, Геллі Беррі, Джеймс Спейдер, Метью Бродерік, Мел Брукс, Елфрі Вудард, Дерек Джекобі та безліч інших.

## Нагороди
Фрейзер є одним з найуспішніших шоу в історії телебачення і одним з найбільш оцінених ситкомів всіх часів. Шоу здобуло 37 премій « Еммі» і номінувалося на нагороду більш ніж сто разів. Серіал встановив рекорд за кількістю нагород «Еммі» серед комедій і за кількістю щорічних перемог в категорії Краща комедія (шоу отримувало нагороду п'ять років поспіль — з 1994 по 1998 рік).
В опитуванні, проведеному популярним британським каналом «Channel 4» серіал був визнаний кращою комедією всіх часів.

## Телевізійні рейтинги
| Сезон | Теле-сезон | Ранг | Глядачі </br> (у мільйонах) |
| 1     | 1993-1994  | # 7  | 15.82                       |
| 2     | 1994-1995  | # 15 | 13.83                       |
| 3     | 1995-1996  | # 11 | 13.04                       |
| 4     | 1996-1997  | # 16 | 11.44                       |
| 5     | 1997-1998  | # 10 | 11.76                       |
| 6     | 1998-1999  | # 3  | 15.5                        |
| 7     | 1999-2000  | # 6  | 20.06                       |
| 8     | 2000-2001  | # 17 | 15.8                        |
| 9     | 2001-2002  | # 16 | 15.0                        |
| 10    | 2002-2003  | # 26 | 12.48                       |
| 11    | 2003-2004  | # 35 | 10.92                       |